# Gloster Meteor
Die Gloster Meteor (Werksbezeichnung G.41) der Gloster Aircraft Company war ein zweistrahliges Kampfflugzeug aus britischer Produktion. Der Tiefdecker war das erste strahlgetriebene Jagdflugzeug der Briten sowie der Alliierten überhaupt, das die Einsatzreife erlangte.

## Geschichte
Der Erstflug des Prototyps fand während des Zweiten Weltkrieges am 5. März 1943 statt.
Ab 12. Juli 1944 stand die Meteor im Einsatz bei der Royal Air Force. Der Haupteinsatzzweck der ersten einsatzfähigen Staffel, der 616 Sqn, war die Bekämpfung deutscher V1-Flugbomben ab dem Flugplatz RAF Manston.  Oft hatten die Bordkanonen der frühen Meteors Ladehemmung, so dass der erste Pilot, der am 4. August 1944 eine V1 zum Absturz brachte, einen Verweis erhielt; er hatte seine Tragfläche beschädigt, als er mit ihr die V1 aushebelte, dem sogenannten „tipping“, um sie von ihrem Kurs abzubringen. Diese Methode erforderte Geschick, war aber ungefährlicher als der Abschuss des mit etwa 850 kg Sprengstoff beladenen Flugkörpers aus nächster Nähe. Eine spätere elegantere Methode war die reine Störung des Luftstroms über dem Flügel der Bombe durch das Positionieren des eigenen Flügels über dem der Bombe.
Im Februar 1945 wurde eine Meteor-Staffel nach Holland verlegt und in der Jagdbomber-Rolle eingesetzt. Einige deutsche Flugzeuge wurden durch Meteors am Boden zerstört und ein Fieseler Storch zum Landen gezwungen und dann zerstört. Hauptaufgabe der Meteors war es jedoch, die alliierten Luftwaffen in Europa mit Strahlflugzeugen vertraut zu machen und bei der Entwicklung von Taktiken zu helfen. Zu einer Begegnung mit dem deutschen Gegenstück Messerschmitt Me 262 kam es nicht mehr. Allerdings wurde der Stützpunkt der Meteors in Belgien von einer einzelnen Arado Ar 234 bombardiert, wobei eine Meteor beschädigt wurde.
Die Gloster Meteor litt bei Mach-Zahlen von 0,74 und höher unter der Tendenz zur Instabilität um die Gierachse (sogenanntes snaking), wahrscheinlich hervorgerufen durch Strömungsablösung an dem relativ dicken Leitwerksprofil. Dieses Problem trat bei vielen im Zweiten Weltkrieg gefertigten Strahljägern auf.
Im Herbst 1945 wurden zwei Exemplare zu Weltrekordflügen eingesetzt. Am 7. November 1945 wurde der absolute Geschwindigkeitsweltrekord auf 975 km/h und am 7. September 1946 auf 985 km/h verbessert.
Eingesetzt wurde das Muster unter anderem auch als Aufklärer und doppelsitziger Strahltrainer.
Anfang der 1950er Jahre suchte die Royal Air Force einen neuen Nacht- und Allwetterjäger mit Radarausrüstung. Als Basis sollte die doppelsitzige Schulversion der Meteor dienen. Da Gloster aber mit der Produktion des Jägers bereits ausgelastet war, übernahm Armstrong-Whitworth Entwicklung und Bau des Nachtjägers. Am 31. Mai 1950 fand der Erstflug eines aus einer Meteor T.Mk.7 entwickelten Versuchsmusters mit einem Radargerät im verlängerten Rumpfbug statt. Ab Januar 1951 wurden die ersten Serienmaschinen Meteor NF.Mk.11 an die RAF ausgeliefert. Diese Nachtjäger beschafften auch die Luftwaffen Ägyptens, Belgiens, Dänemarks, Frankreichs, Israels und Syriens.
Im Korea-Krieg wurde die Gloster Meteor zunächst als Luftüberlegenheitsjäger eingesetzt, bis die Kampferfahrungen zeigten, dass der von China eingesetzte sowjetische Strahljäger MiG-15 flugtechnisch deutlich überlegen war. Da nur die F-86 Sabre der MiG-15 gewachsen war, wurden alle anderen Jäger, einschließlich der Gloster Meteor, auf den Einsatz als Jagdbomber beschränkt, während die F-86 den Luftraum großräumig abschirmte.
Meteors waren unter anderem auch bei der RAF Germany in Westdeutschland stationiert.

## Technik

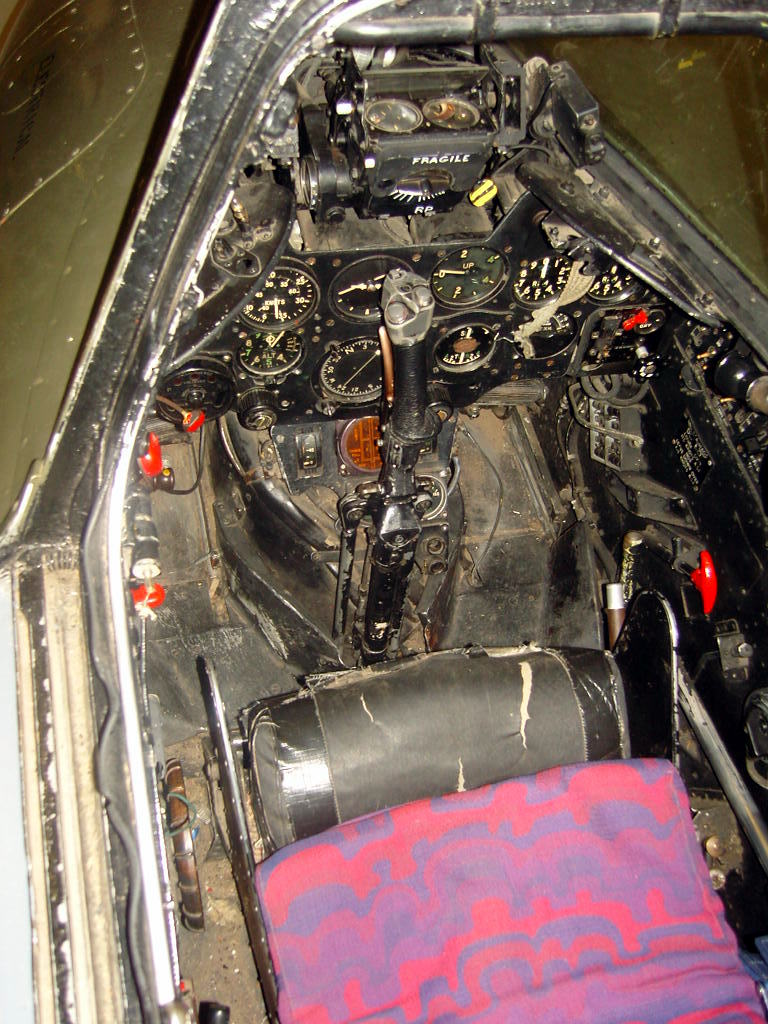
Gloster Meteor F.8 Cockpit

Ausgelegt war das Flugzeug eher konventionell als einsitziger, ungepfeilter Tiefdecker in Ganzmetall-Schalenbauweise mit zwei großen Motorgondeln und einziehbarem Bugradfahrwerk.

### Varianten
Von der Gloster Meteor existierten mehrere Varianten, wovon einige auch in Deutschland, insbesondere bei der 2. Tactical Air Force der Royal Air Force (RAF) stationiert waren (siehe auch die Informationen über das Bezeichnungssystem britischer Luftfahrzeuge).
Gloster F.9/40
Prototypen mit Antrieben verschiedener Hersteller, acht gebaut, der fünfte Prototyp F.9/40H (RAF-Seriennr. DG206/G) war am 5. März 1943 die erste fliegende Meteor.
Meteor F.1 (auch F.I, Werksbezeichnung G.41A)
Erste Serienvariante eines einsitzigen Tagjägers für die RAF mit Whittle-W2-Triebwerken, 20 gebaut.
Meteor F.2 (F.II, G.41B)
wie die F.1 jedoch mit alternativen Triebwerken, eine gebaut (nach anderen Angaben gar keine)
Meteor F.3 (F.III, G.41C, G.41D, G.41E)
Tagjäger mit Derwent-I-Antrieb und schiebbarer Cockpitabdeckung, 210 gebaut (die ersten 15 waren noch mit Rolls-Royce Welland W.2B/23C-Turbinen ausgestattet (G.41C)). Die letzten 15 Exemplare (G.41E) erhielten längere Triebwerksgondeln, ähnlich denen der F.4. Von 1946 bis 1952 wurde eine F.4 von Martin-Baker als Versuchsflugzeug für Schleudersitzausschüsse eingesetzt.
Meteor F.4 (G.41F, G.41G)
Die F.4 besaß gegenüber der F.3 einen verstärkten Rumpf und Derwent-5-Triebwerke, 753 gebaut
Meteor FR.5 (G.41H)
bewaffneter Aufklärer auf Basis der F.4, eine umgerüstete F.4
Meteor F.6 (G.41J)
Projekt eines Jägers mit gepfeilten Flügeln und Derwent-7-Triebwerken, nicht gebaut
Meteor T.7 (G.43)
Die T.7 war ein aus der F.4 abgeleitetes zweisitziges Schulflugzeug, 650 gebaut
Meteor F.8 (G.41K)
Ein gegenüber der F.4 deutlich verbesserter Jäger mit verlängertem Rumpf, größerer Kraftstoffkapazität, Martin-Baker-Schleudersitz, einem modifizierten Heck und Derwent-8-Antrieben, 1550 gebaut inklusive Lizenzbauten bei Fokker und Avions Fairey
Meteor F(TT).8Eine Anzahl F.8 wurden zu Zielschleppflugzeugen umgebaut.
Meteor T.8Zu Schulflugzeugen umgebaute F.8
Meteor FR.9 (G.41L)
Bewaffneter aus der F.8 abgeleiteter Aufklärer, 126 gebaut
Meteor PR.10 (G.41M)
Unbewaffneter Foto-Aufklärer, 59 gebaut
Meteor NF.11 (G.47)
Aus der T.7 entwickelter mit Radar ausgestatteter Nachtjäger mit Derwent-8-Triebwerken, 307 gebaut
Meteor NF.12 (G.47)
Aus der NF.11 abgeleiteter Nachtjäger mit Derwent-9-Antrieb, längerer Nase zur Unterbringung eines US-amerikanischen Radars, zum Ausgleich musste auch das Seitenleitwerk geändert werden, 100 gebaut
Meteor NF.13 (G.47)
Tropenausführung der NF.11, 40 gebaut
Meteor NF.14 (G.47)
Ebenfalls aus der NF.11 entwickelter Nachtjäger mit aus nur noch zwei Teilen bestehender Cockpitverglasung und einem nochmals verlängerten Bug, 100 gebaut
Meteor U.15
Zieldarstellungsdrohne für Luftzieltraining, 92 bei Flight Refuelling aus F.4 umgerüstet
Meteor U.16/D.16
Drohne für Luftzieltraining, 108 bei Flight Refuelling aus F.8 umgerüstet
Meteor TT.20
Aus der NF.11 abgeleitetes Schleppflugzeug für Luftziele, 24 bei Armstrong Whitworth umgerüstete NF.11, 20 für die Fleet Air Arm (FAA) und vier für die dänische Flyvevåbnet umgerüstete NF.11, letztere wurden zivil betrieben
Meteor U.21/21A
Drohne für Luftzieltraining der Royal Australian Air Force (RAAF), 108 bei Flight Refuelling, einige auch vor Ort bei Fairey Aviation of Australasia, aus F.8 umgerüstet. Darüber hinaus gab es noch zwei Versuchsumbauten aus der F.8, eine sogenannte „Prone Pilot“-Maschine und eine Jagdbomberversion mit Außenstationen. Eine Reihe von Maschinen wurde bei Armstrong Whitworth gefertigt, hierzu zählten einige Dutzend F.8 sowie im Wesentlichen fast alle Doppelsitzer (Schulungs- und Nachtjagdvarianten).

## Produktionszahlen
Die Meteor wurde in Großbritannien bei Gloster und Armstrong Whitworth Aircraft (AWA) und in den Niederlanden bei Fokker gebaut.
| Version      | Gloster | AWA  | Fokker | Summe     | Bemerkung                              |
| ------------ | ------- | ---- | ------ | --------- | -------------------------------------- |
| F.9/40       | 8       |      |        | 8         |                                        |
| F.1          | 20      |      |        | 20        |                                        |
| F.2          | (2)     |      |        | (2)       | Umbau aus F.9/40, nicht fertiggestellt |
| F.3          | 210     |      |        | 210       |                                        |
| F.4          | 427     | 38   |        | 465       |                                        |
| F.4 Export   | 208     | 7    | 330    | 545       |                                        |
| F.5          | (1)     |      |        | (1)       | Umbau aus F.4                          |
| T.7          | 642     |      |        | 642       |                                        |
| T.7 Export   | 40      |      |        | 40        |                                        |
| F.8          | 650     | 429  |        | 1079      |                                        |
| F.8 Export   | 108     |      |        | 108       |                                        |
| FR.9         | 126     |      |        | 126       |                                        |
| PR.10        | 59      |      |        | 59        |                                        |
| NF.11        |         | 338  |        | 338       |                                        |
| NF.11 Export |         | 20   |        | 20        |                                        |
| NF.12        |         | 100  |        | 100       |                                        |
| NF.13        |         | 40   |        | 40        |                                        |
| NF.14        |         | 100  |        | 100       |                                        |
| U.15         |         |      |        | (92)      | Umbau aus F.4 bei Flight Refueling     |
| U.16         |         |      |        | (ca. 150) | Umbau aus F.8 bei Flight Refueling     |
| TT.20        |         | (24) |        | (24)      | Umbau aus NF.11 bei AWA                |
| Summe        | 2498    | 1072 | 330    | 3900      |                                        |

## Technische Daten
| Kenngröße                | Daten der Meteor Mk.III                                                                                         | Daten der Meteor NF.Mk.11                                               |
| ------------------------ | --- | ----------------------------------------------------------------------- |
| Typ                      | Strahlgetriebenes Jagdflugzeug                                                                                  | Strahlgetriebenes Jagdflugzeug                                          |
| Besatzung                | 1 Pilot | 1 Pilot, 1 Radar-Offizier                                               |
| Länge                    | 12,58 m | 14,78 m                                                                 |
| Spannweite               | 13,11 m | 13,10 m                                                                 |
| Flügelfläche             | 34,74 m² | 34,40 m²                                                                |
| Flügelstreckung          | 4,95 | 4,99                                                                    |

3-Seiten-Ansicht

| Tragflächenbelastung     | - minimal (Leermasse): 137 kg/m² - maximal (max. Startmasse): 174 kg/m²                                         | - minimal (Leermasse): 183 kg/m² - maximal (max. Startmasse): 260 kg/m² |
| Höhe                     | 3,96 m | 4,22 m                                                                  |
| Leermasse                | 4.771 kg | 5.400 kg                                                                |
| max. Startmasse          | 6.033 kg | 9.979 kg                                                                |
| Höchstgeschwindigkeit    | 660 km/h (auf 9.150 m Flughöhe) bei Triebwerk Welland I 793 km/h (auf 9.150 m Flughöhe) bei Triebwerk Derwent I | 931 km/h (auf ca. 10.000 m Flughöhe)                                    |
| Dienstgipfelhöhe         | 13.100 m | 12.192 m                                                                |
| max. Steigleistung       | initial 10,95 m/s (Welland I), 20,22 m/s (Derwent I)                                                            | 28,20 m/s                                                               |
| Reichweite               | 2.156 km (Derwent I)                                                                                            | 1.580 km                                                                |
| Triebwerk                | zwei Rolls-Royce-Welland-Mk.I-Strahltriebwerke, später zwei Rolls-Royce-Derwent-Mk.I-Strahltriebwerke           | zwei Rolls-Royce-Derwent-Mk.8-Strahltriebwerke                          |
| Schubkraft               | 2 × 8,90 kN (Derwent I)                                                                                         | 2 × 16,09 kN                                                            |
| Schub-Gewicht-Verhältnis | - maximal (Leermasse): 0,38 - minimal (max. Startmasse): 0,3                                                    | - maximal (Leermasse): 0,52 - minimal (max. Startmasse): 0,37           |
| Bewaffnung               | vier 20-mm-MK Hispano-Suiza HS.404                                                                              | vier 20-mm-MK Hispano-Suiza HS.404, ungelenkte Raketen                  |

## Nutzung

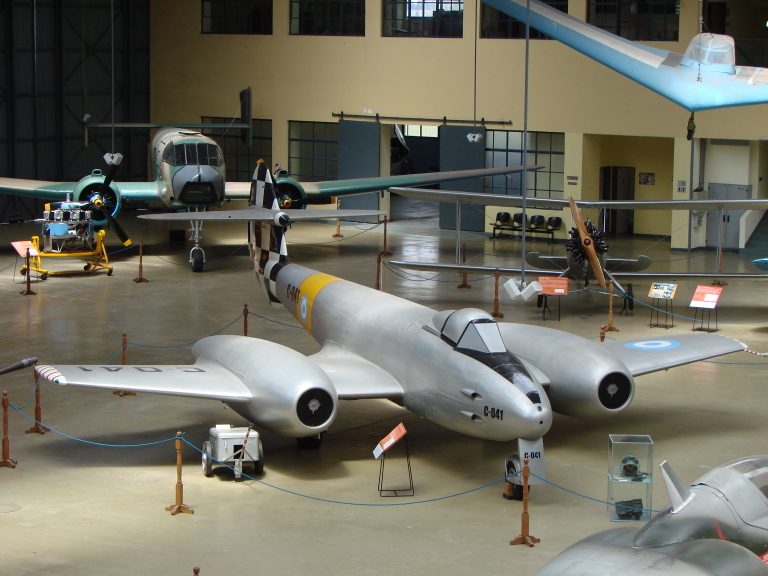
F.4 der argentinischen FAA

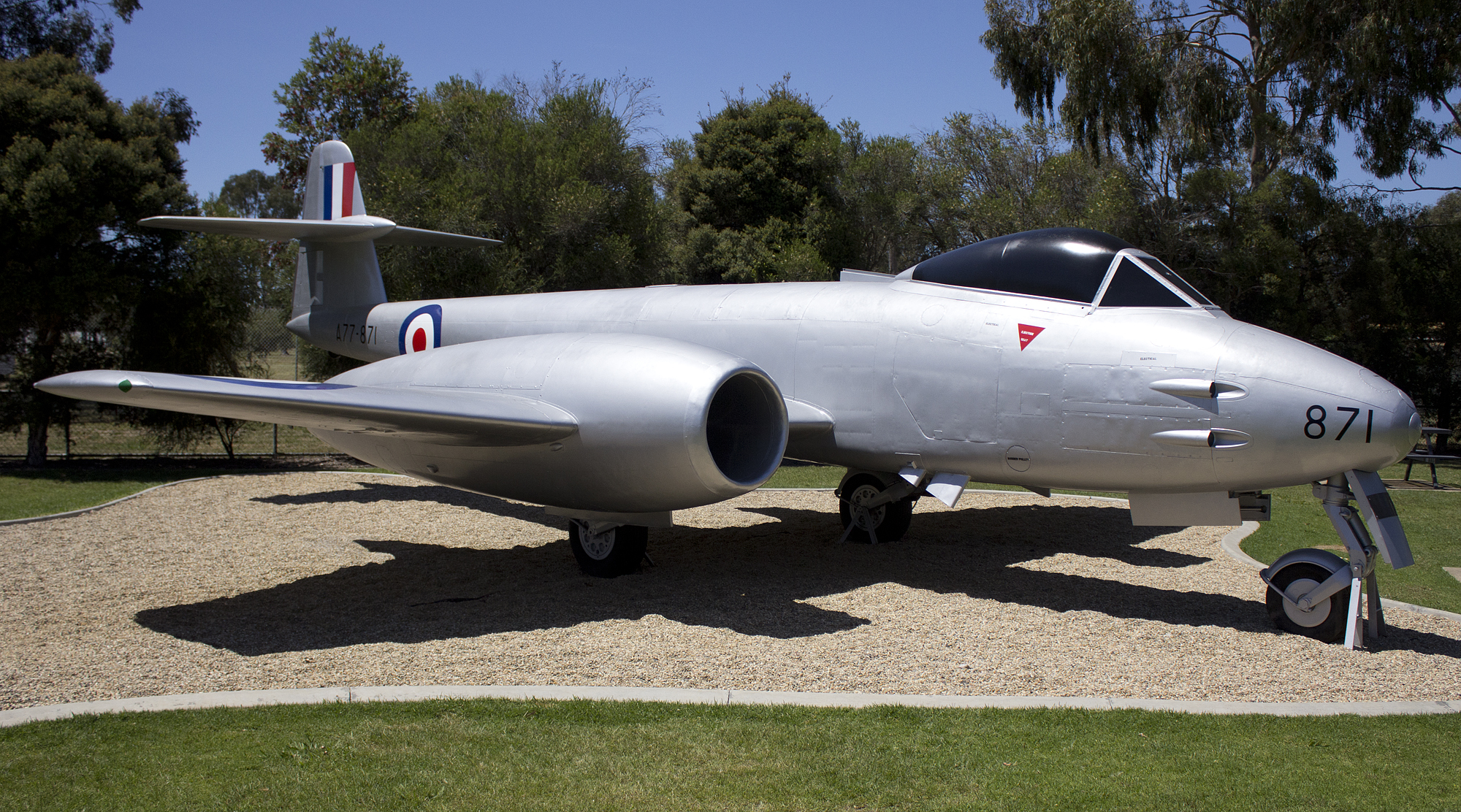
F.8 der RAAF

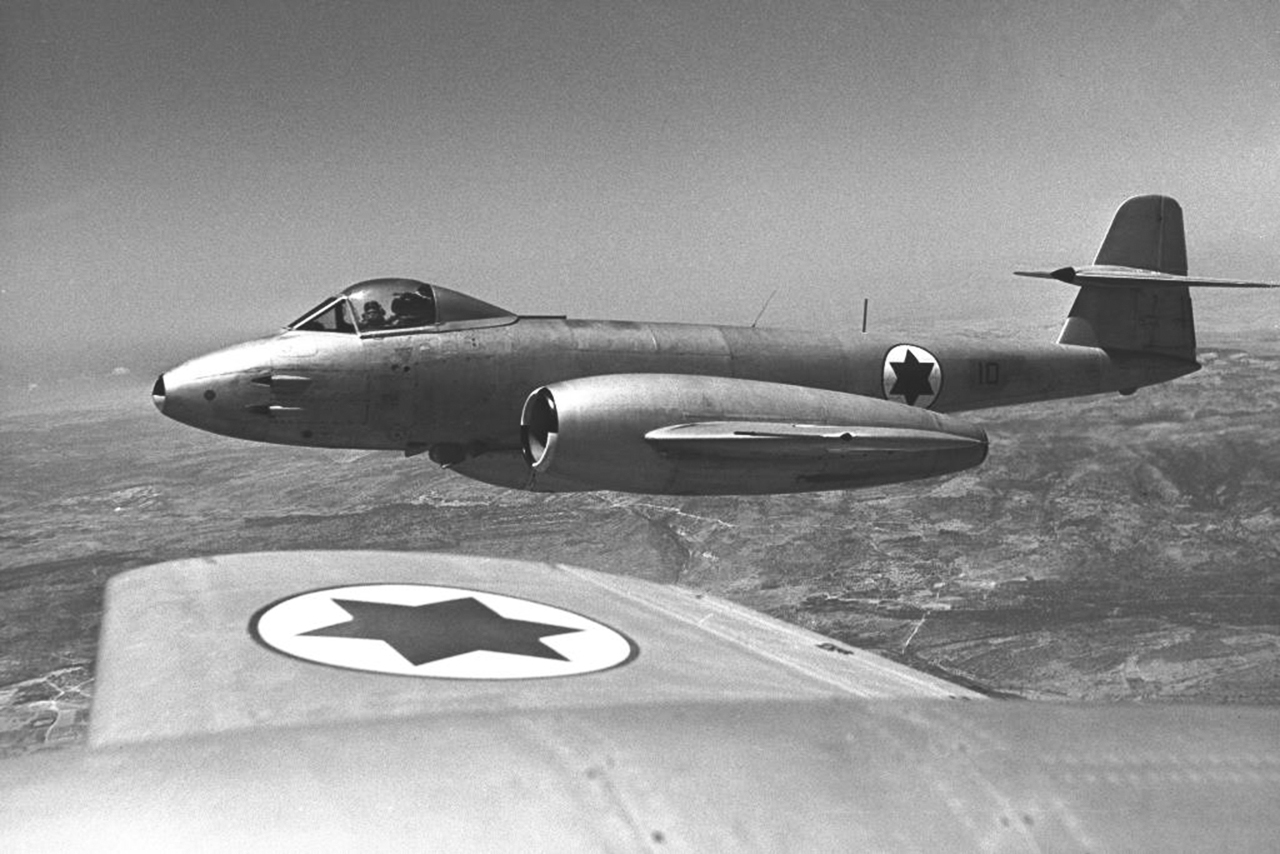
Israelische F.8, 1954

Die Meteor stand bei den folgenden Streitkräften im Einsatz:
- Vereinigtes Königreich, Royal Air Force (RAF)

alle gebauten Varianten, Ausnahmen wie oben angegeben
- Vereinigtes Königreich Fleet Air Arm (FAA)

T.7 und TT.20
- Ägypten, Ägyptische Luftstreitkräfte

12 F.4, 6 T.7, 12 F.8, 6 NF.13
- Argentinien, Fuerza Aérea Argentina (ebenfalls FAA)

100 F.4 (50 neu gebaute, 50 gebrauchte)
- Australien, Royal Australian Air Force (RAAF)

1 F.3, 16 T.7, 95 F.8, 2 NF.11/TT.20, 40 U.21
- Belgien, Belgische Luchtmacht

48 F.4, 43 T.7, 240 F.8 (davon 175 Lizenzbauten von Fokker inklusive 30 Kits), 24 NF.11
- Biafra Luftstreitkräfte der Streitkräfte Biafras

2 NF.14 über eine Tarnfirma bestellt, kamen aber nicht zum Einsatz
- Brasilien, Força Aérea Brasileira

10 T.7 (als „TF.7“ eingesetzt), 60 F.8
- Dänemark, Dänische Luftstreitkräfte

9 T.7, 29 F.4, 20 F.8, 20 NF.11
- Frankreich, Armée de l’air

2 F.4, 13 T.7, 41 NF.11, 2 NF.13, 2 NF.14
- Ecuador, Fuerza Aérea Ecuatoriana (FAE)

12 FR.9
- Israel, Israelische Luftstreitkräfte

11 T.7 (davon 5 in Belgien umgerüstete F.4), 11 F.8, 7 FR.9, 6 NF.13
- Niederlande, Koninklijke Luchtmacht (KLu)

45 T.7, 65 F.3, 160 F.8 (davon 155 Lizenzbauten von Fokker)
- Neuseeland, Royal New Zealand Air Force (RNZAF)

2 T.7, von der RAF angemietet
- Schweden, betrieben von Svensk Flygtjänst AB für Dänemark und die Flygvapnet

3 T.7, 4 TT.20
- Syrien, Syrische Luftstreitkräfte

2 T.7, 19 F.8, 2 FR.9, 6 NF.13

### Stationierungsorte in Deutschland
- British Air Force of Occupation/2. Tactical Air Force
  - RAF Ahlhorn, November 1952 bis Februar 1958, Meteor NF.11 (96. und 256. Squadron)
  - RAF Bückeburg, Dezember 1950 bis Mai 1952, Meteor F.8/FR.9/PR.10 (2. und 541. Squadron)
  - RAF Geilenkirchen, Oktober 1955 bis Januar 1956, Meteor PR.10 (2. Squadron) und Februar 1958 bis Januar 1959, Meteor NF.11 (96. und 256. Squadron)
  - RAF Gütersloh, November 1951 bis November 1954, Meteor FR.9/PR.10 (2., 79 und 541. Squadron)
  - RAF Laarbruch, November 1954 bis November 1955, Meteor FR.9/PR.10 (79 und 541. Squadron) und Juli 1957 bis Januar 1959, Meteor NF.11
  - B.158 Lübeck, Mai bis August 1945, Meteor F.III (616. Squadron)
  - RAF Sylt, ab November 1953 bis Oktober 1961, Meteor T.7/F.8 (Armament Practice Station Sylt, eine Waffentrainingseinheit)
  - RAF Wahn, Januar 1952 bis Juli 1957, Meteor FR.9/PR.10/NF.11 (87., 2. und 68. Squadron)
  - RAF Wunstorf, November 1955 bis September 1957, Meteor FR.9/PR.10 (79 und 541. Squadron)

Feldflugplätze, die durch die 616. Staffel noch während des Krieges belegt waren, sind nicht aufgeführt; genutzt wurden ab Ende April 1945 jeweils nur für wenige Tage B.109/Quakenbrück, B.152/Faßberg und B.156/Lüneburg.

## Zwischenfälle
Die Royal Air Force verlor 890 Gloster Meteor (1953 allein 145), wobei 450 Piloten ums Leben kamen.